# قاموس أرينبور التقدمي الإنجليزي الفارسي
قاموس أَرْيَنْبُور التقدمي الإنجليزي الفارسي معجم إنجليزي فارسي في ستة مجلدات، كتبه عباس أرينبور الكاشاني ومنوشهر أرينبور كاشاني [الإنجليزية] ونشرته شركة كمبيوتر وورلد، وهي شركة نشر في طهران، بإيران. 